# Коккозка
Кокко́зка (Алачук, Коккос; укр. Коккозка, крымскотат. Kökköz, Коккозь) — река в Крыму, левый приток реки Бельбек. Длина 18 км, площадь водосбора 83,8 км², у реки 10 заметных притоков. Уклон русла около 50 м/км. Образуется в 3,5 км восточнее села Соколиное слиянием рек Аузун-Узень и Сары-Узень на высоте около 410 м над уровнем моря. Вытекающая из Большого каньона Крыма река Аузун-Узень более полноводна. На реке Сары-Узень находится водопад Серебряные струи. Долина реки V-образна, русло узкое, извилистое, изобилует порогами, отмелями и перекатами. Наибольший уровень воды наблюдается поздней осенью и зимой, после обильных осадков возможны паводки в любое время года, среднемноголетний сток на гидропосте Аромат составляет 1,09 м³/с. У реки, согласно справочнику «Поверхностные водные объекты Крыма», 10 безымянных притоков длиной менее 5 километров. Коккозка впадает в Бельбек слева в 42,0 км от устья на территории села Аромат. Водоохранная зона реки установлена в 100 м.

## Название
Название Коккоз в дословном переводе с крымскотатарского означает «голубой глаз» (kök — голубой, köz — глаз). Словом «глаз» в крымскотатарском языке называют также водное зеркало родника или колодца (а пересохшие родники называют «слепыми»). Неизвестно, получила ли река имя по названию села Коккоз, через которое протекает, либо же по роднику, из которого берёт начало.

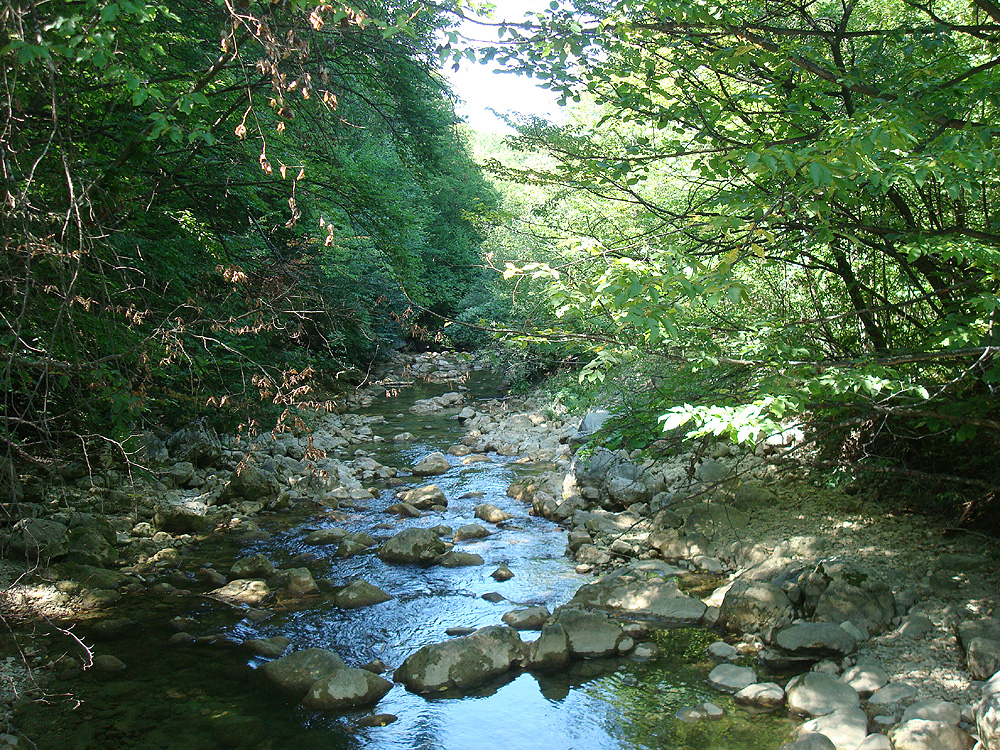
Река Коккозка у тропы в Большой каньон Крыма